# Hans Helwig

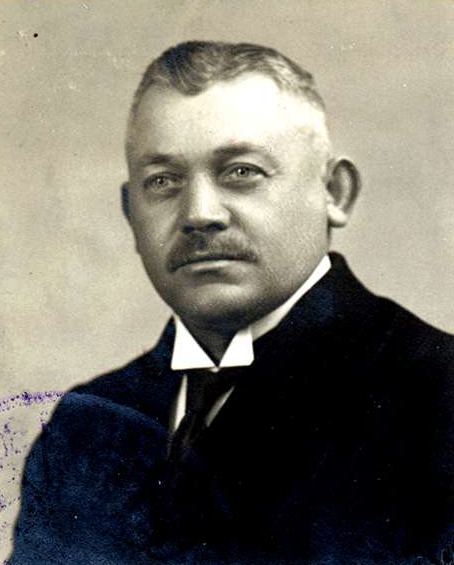
Hans Helwig (um 1933)

Hans Helwig (* 25. September 1881 in Hemsbach; † 24. August 1952 ebenda) war Reichstagsabgeordneter der NSDAP, SS-Brigadeführer und Lagerkommandant der Konzentrationslager Ankenbuck, Lichtenburg und Sachsenhausen.

## Leben
Helwig war der Sohn eines Försters und das Jüngste von 14 Geschwistern. Nach dem Besuch der Volksschule absolvierte er von 1896 bis 1900 eine Maurerlehre, zugleich besuchte er die Baugewerbeschule in Heppenheim. 1901 trat er als Freiwilliger in das Badische Pionier-Bataillon in Kehl ein. Am Ersten Weltkrieg nahm Helwig von 1914 bis 1918 teil und wurde mit dem Eisernen Kreuz II. Klasse ausgezeichnet.
Bereits 1914 hatte er kurzzeitig in Karlsruhe den Vorbereitungsdienst für Gerichtsvollzieher absolviert, ab dem 1. April 1919 setzte er den Vorbereitungsdienst fort. Ab Juli 1919 war er in verschiedenen Funktionen im Justizwesen tätig: So als Gerichtsvollzieher-Anwärter und Kanzleigehilfe bei den Amtsgerichten in Mannheim und Karlsruhe, als Kanzleiassistent beim Badischen Ministerium der Justiz und beim Notariat in Weinheim.

### Frühe politische Betätigung
| Helwigs SS-Ränge    | Ernennung          |
| ------------------- | ------------------ |
| SS-Anwärter         | 28. Mai 1929       |
| SS-Truppführer      | 24. Oktober 1929   |
| SS-Sturmführer      | 10. April 1930     |
| SS-Sturmbannführer  | 30. November 1930  |
| SS-Standartenführer | 13. Juli 1931      |
| SS-Oberführer       | 12. September 1937 |
| SS-Brigadeführer    | 5. Juni 1944       |

1921 wurde Helwig Mitglied im nationalistischen und antisemitischen Deutschvölkischem Schutz- und Trutzbund; noch vor November 1923 trat er der SA in Weinheim bei. Nach Helwigs eigenen Angaben wurde er wegen seiner Mitgliedschaft im Trutzbund an das Notariat in Weinheim strafversetzt, wegen seiner Sympathie für den Hitlerputsch sei er im Dezember 1923 vom Badischen Justizministerium auf unbestimmte Zeit beurlaubt worden. Den Zugewinn an Freizeit nutzte Helwig in der Weinheimer SA: Dort wurde er 1925 Scharführer und 1929 Truppführer; für die NSDAP zog er im November 1926 in den Hemsbacher Gemeinderat ein. Mehrfach war er an Straßenkämpfen mit politischen Gegnern oder der Polizei beteiligt, dabei zog er sich eine erhebliche Kopfverletzung zu. Offiziell trat er der NSDAP zum 28. Januar 1927 bei (Mitgliedsnummer 55.875). Am 28. Mai 1929 trat er auf dem NSDAP-Parteitag von der SA zur SS (SS-Nummer 1.725) über. Ab dem 30. November 1930 führte Helwig die SS im Land Baden. Die dortige 32. SS-Standarte bestand zu dieser Zeit aus drei Sturmbannen, die ihren Sitz in Heidelberg, Karlsruhe und Lahr hatten. Der Übertritt zur SS war offenbar von parteiinternen Konflikten motiviert. Zu Helwigs Gegnern innerhalb der NSDAP gehörte der badische Gauleiter Robert Wagner, der über Helwig äußerte, er sei „seiner Aufgabe nicht gewachsen“ und „völlig verantwortungslos“.
Eine Kandidatur Helwigs bei der Reichstagswahl im Juli 1932 konnte Wagner nicht verhindern, da Helwig auf Vermittlung Himmlers von Hitler persönlich unterstützt wurde. Als einer von sieben badischen NSDAP-Abgeordneten zog Helwig in den Reichstag ein. Als die NSDAP bei der Neuwahl des Reichstages im November 1932 Stimmen einbüßte, verlor Helwig sein Mandat.

### Zeit des Nationalsozialismus
Nach der „Machtergreifung“ der Nationalsozialisten war Helwig 1933 vorübergehend Mitglied des Badischen Landtages, im November 1933, März 1936 und April 1938 wurde er erfolglos für den Reichstag vorgeschlagen.
Von Oktober 1933 bis zur Auflösung im März 1934 leitete Helwig das „Schutzhaftlager“ in Ankenbuck. Dieses frühe Konzentrationslager mit durchschnittlich 80 bis 100 Häftlingen, vorwiegend Mitglieder der SPD und KPD, lag auf der Baar bei Bad Dürrheim. Im September 1934 in den badischen Staatsdienst übernommen, arbeitete Helwig als Inspektor im Bezirksgefängnis Bruchsal. Nach Helwigs eigenen Angaben brach er im März 1935 durch den Dienst im Gefängnis seelisch zusammen und wurde auf eigenen Wunsch in den Ruhestand versetzt. Helwigs geringe Rente führte zu finanziellen Problemen und seinem Wunsch, erneut eine Tätigkeit aufzunehmen. Der SS-Oberabschnitt Südwest versuchte über ein Jahr erfolglos, für Helwig „eine annehmbare und seinen Verdiensten entsprechende würdige Stelle zu schaffen“; dies sei schon deshalb erforderlich, da Helwig Träger des Goldenen Parteiabzeichens sei. Die angeschriebenen Dienststellen hätten „bislang sich auch nur zu Versprechungen der Mitarbeit aufschwingen können“. Vorgeschlagen wurde eine Verwendung Helwigs innerhalb der Polizei „als Materialverwalter, Lagerführer oder irgend etwas anderes […], an einer Stelle, die seinen Fähigkeiten entspricht und die er dementsprechend ausfüllen kann.“ Eine Verwendungsmöglichkeit als SS-Führer, also innerhalb des eigenen Zuständigkeitsbereiches, hielt der Oberabschnitt für nicht möglich.
Am 1. November 1936 wurde Helwig probeweise mit der Wahrnehmung der Geschäfte des Kommandanten des KZ Lichtenburg beauftragt. Als Inspekteur der Konzentrationslager hatte Theodor Eicke es noch im August 1936 abgelehnt, Helwig in einem Konzentrationslager zu beschäftigen. Im KZ Lichtenburg überließ Helwig die Lagerführung seinem als brutal und willkürlich geltenden Schutzhaftlagerführer Egon Zill. Nach der Auflösung des KZ Lichtenburg als Lager für Männer im Sommer 1937 wurde Helwig am 1. August 1937 als Lagerkommandant in das KZ Sachsenhausen versetzt. Unter den Häftlingen in Sachsenhausen hatte Helwig den Spitznamen „Gänsegeneral“.
Auf Antrag von Theodor Eicke wurde Helwig am 1. August 1938 in den Ruhestand versetzt. Der Kommandant von Sachsenhausen sei, so Eicke, „geistig und auch körperlich fast völlig verbraucht […]. Das längere Verbleiben des SS-Oberführers Helwig im Amt wird aller Voraussicht nach schwere politische Fehler und eine weitere Verschlechterung der Disziplin unter den Häftlingen im Gefolge haben.“ Helwig wehrte sich gegen seine Entlassung: „Ich bin ruiniert und sehe keinen Ausweg aus meiner Lage, auch habe ich geglaubt, nun endlich ein wohlverdientes Amt zu besitzen, das meinen Verdiensten aus dem Vorkampf Rechnung trägt.“ Helwig verwies zudem darauf, dass er mit seiner Pension und einem von der SS zugesagten Zuschuss nicht in der Lage sei, die auf seinem Haus in Hemsbach lastenden Schulden abzubezahlen. Eicke blieb bei seiner Entscheidung: „Der Dienst eines Lagerkommandanten erfordert einen völlig gesunden, tatkräftigen SS-Führer und geistige Regsamkeit. Bei Helwig liegen diese Voraussetzungen nicht vor. Das Amt des Lagerkommandanten ist keineswegs für Versorgungszwecke geschaffen, sondern ein Amt, das am Aufbau des Dritten Reiches erheblich mitzuwirken hat.“ Zusätzlich erhielt Helwig einen Betrag von 5000 RM aus der „Sozialen Hilfe der SS-Totenkopfverbände“, einer schwarzen Kasse Eickes, deren Gelder der „Kantinengemeinschaft Dachau“ entstammten und aus Mitteln der dortigen KZ-Häftlinge finanziert wurden.
Anlass für Helwigs Entlassung war die Zwangssterilisation eines Häftlings in Sachsenhausen, dem zuvor nicht die gesetzlich vorgesehene Möglichkeit eingeräumt worden war, das Erbgesundheitsgericht anzurufen. Der Vorfall führte zu einem längeren Briefwechsel zwischen Himmler und dem Reichsjustizminister Franz Gürtner. Gürtner betonte, dass er nicht am Schicksal des einzelnen Häftlings, sondern an der Einhaltung der bestehenden Gesetze interessiert sei. Der eingeschaltete Eicke führte den Vorfall Himmler gegenüber auf ein „Missverständnis“ Helwigs zurück. Eicke dürfte erheblich verärgert gewesen sein, dass die Zwangssterilisation dem Justizminister bekannt geworden war; denn seit 1934 hatte Eicke die konsequente Abschottung der Konzentrationslager gegenüber der Justiz und der Öffentlichkeit betrieben. Zudem lag gegen Helwig ein Bericht der Gestapo vor, wonach er in einer Gaststätte in Anwesenheit von Ausländern mit den in Sachsenhausen verübten Grausamkeiten geprahlt habe.
Im Gegensatz zum Großteil der SS-Führer, die in der zweiten Hälfte der 1930er Jahre aus der Kirche austraten und sich als „gottgläubig“ bezeichneten, blieb Helwig bis zum 21. August 1942 in der evangelischen Kirche. Helwig, der 1927 Kirchenältester seiner Kirchengemeinde geworden war, besuchte noch 1942 regelmäßig evangelische Gottesdienste. Helwigs kirchliche Bindungen erregten das Missfallen seiner Vorgesetzten in der SS. Dass sein Name in der Hemsbacher Kirchenglocke eingraviert war, erklärte er mit einem alten Brauch seiner Heimatgemeinde. Als er nach seinem Kirchenaustritt in Uniform bei einem Gedenkgottesdienst gesehen wurde, wollte Helwig nur deshalb dort gewesen sein, weil die Kirche ihm eine Anleihe zum Kauf seines Hauses gegeben habe.
Während des Zweiten Weltkrieges war Helwig ab 1. Januar 1941 bei der Organisation Todt eingesetzt. An der Ostfront war er als Kraftstoff-Inspekteur und Stabsfrontführer an der Errichtung einer Basis für den Treibstoff-Nachschub beteiligt. Die Basis war gleichzeitig auch ein Lager für sowjetische Kriegsgefangene. 1945 wurde er als Verbindungsoffizier des „Reichsführers SS“, Heinrich Himmler, zum OKW Nord eingesetzt. Helwig starb 1952, ohne dass es zu einer strafrechtlichen Verfolgung seiner Tätigkeit in den Konzentrationslagern gekommen war.